# Цекув-Колёнья (гмина)
Цекув-Колёнья (пол. Ceków-Kolonia) — сельская гмина (волость) в Польше, входит как административная единица в Калишский повет, Великопольское воеводство. Население — 4539 человек (на 2004 год).

## Сельские округа
1. Безнатка
2. Цекув
3. Цекув-Колёнья
4. Гостыне
5. Камень
6. Космув
7. Космув-Колёнья
8. Кузница
9. Моравин
10. Нова-Плевня
11. Нове-Пражухы
12. Плевня
13. Подзборув
14. Пшедзень
15. Пшесполев-Паньски
16. Пшесполев-Косьцельны
17. Старе-Пражухы
18. Шадек

## Прочие поселения
1. Белявы
2. Быстрек
3. Церпятка
4. Хута
5. Камень-Колёнья
6. Корек
7. Магдаленув
8. Одпадки
9. Олендры
10. Орли-Став
11. Ожел
12. Радзаны
13. Шадыкеж
14. Свидле

## Соседние гмины
1. Гмина Кавенчин
2. Гмина Козминек
3. Гмина Лискув
4. Гмина Малянув
5. Гмина Мыцелин
6. Гмина Опатувек
7. Гмина Желязкув